# Ozzano Monferrato
Ozzano Monferrato – miejscowość i gmina we Włoszech, w regionie Piemont, w prowincji Alessandria.
Według danych na styczeń 2010 gminę zamieszkiwało 1525 osób przy gęstości zaludnienia 100,3 os./1 km².